# Ноах (футбольний клуб)
ФК «Ноах» (вірм. Ֆուտբոլային Ակումբ Նոա) — вірменський професійний футбольний клуб, заснований 2017 року. Клуб базується в місті Армавір, де і проводить домашні матчі. 
Перший клуб в історії Ліги конференцій, який успішно подолав всі кваліфікаційні раунди до основного етапу турніру, ця подія відбулася в сезоні 2024/25.

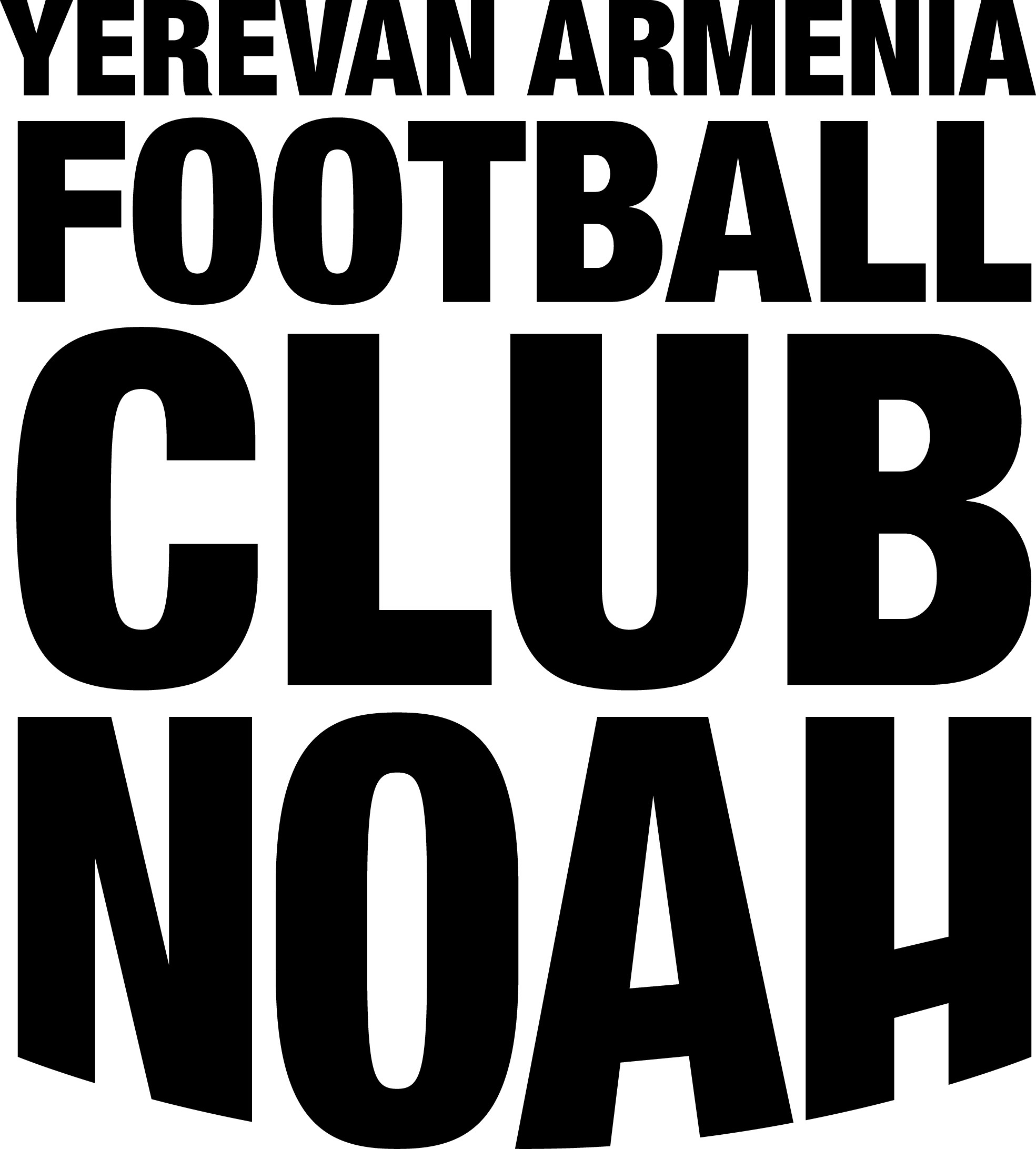
Емблема клубу з 2019 по 2024 роки

## Історія
Футбольний клуб «Арцах» був заснований у червні 2017 року Севаном Асланяном, вірменським бізнесменом з Чехії. Перший матч клуб провів 2 липня 2017 року проти «Бананца» на стадіоні «Бананц». Товариський матч завершився з нульовою нічиєю. Тигран Єсаян став першим тренером новоспеченої команди і залишався на своєму посту до 29 січня 2018 року. Після цього головним тренером клубу став Армен Санамян, який замінив Єсаяна, За підсумками сезону 2017/18 вірменської Першої ліги клуб зайняв друге місце та вийшов у Прем'єр-лігу.
На початку 2019 року власником клубу став Карен Абрахамян. Влітку 2019 року клуб було перейменовано на «Ноах».

## Титули і досягнення
- Чемпіон Вірменії (1): 2025
- Володар Кубка Вірменії (2): 2020, 2025
- Володар Суперкубка Вірменії (1): 2020

## Відомі футболісти
- Гор Манвелян